# デトロイト条約 (1807年)

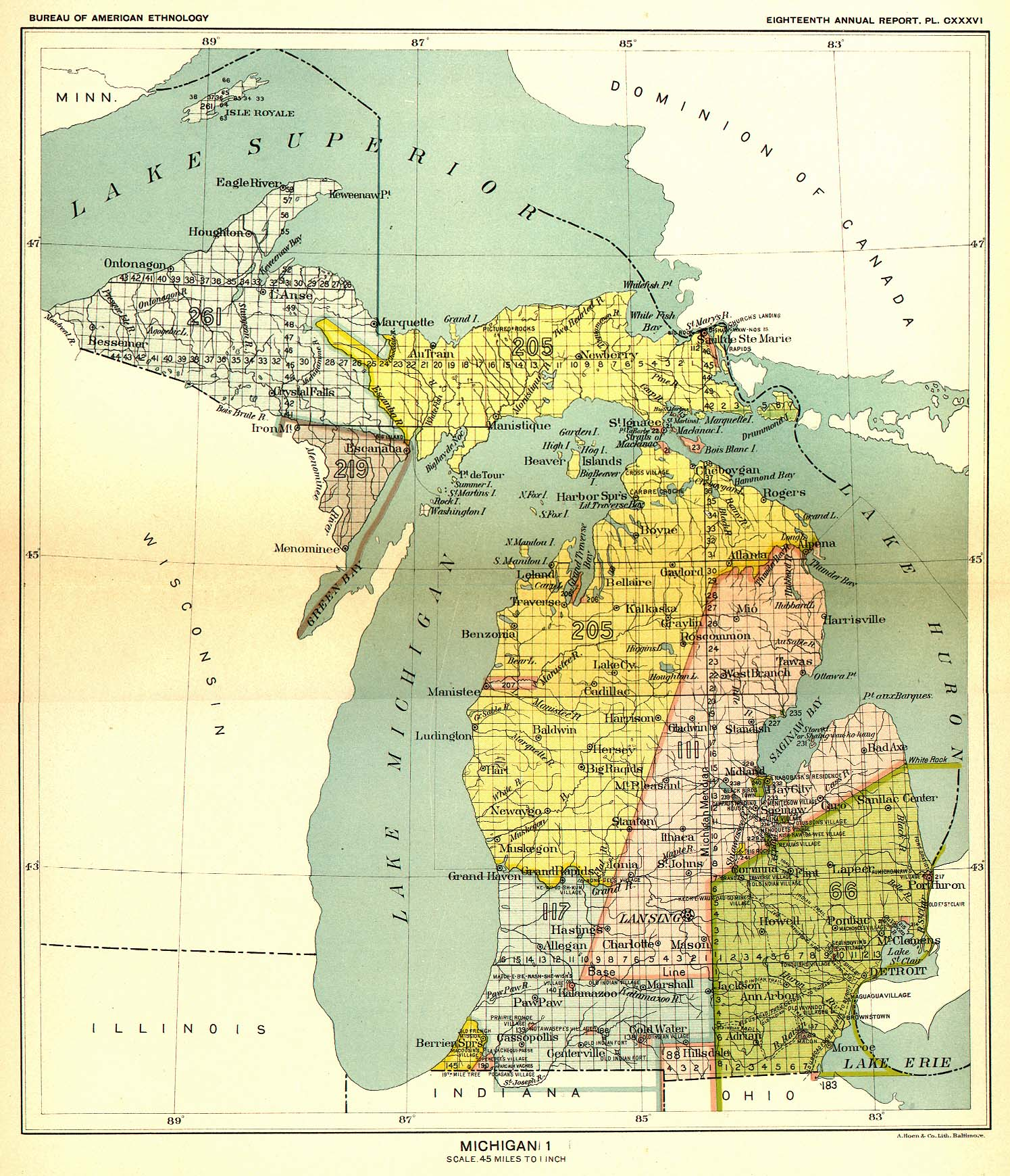
1807年のデトロイト条約はミシガン南東部のオリーブ色の部分を割譲した。

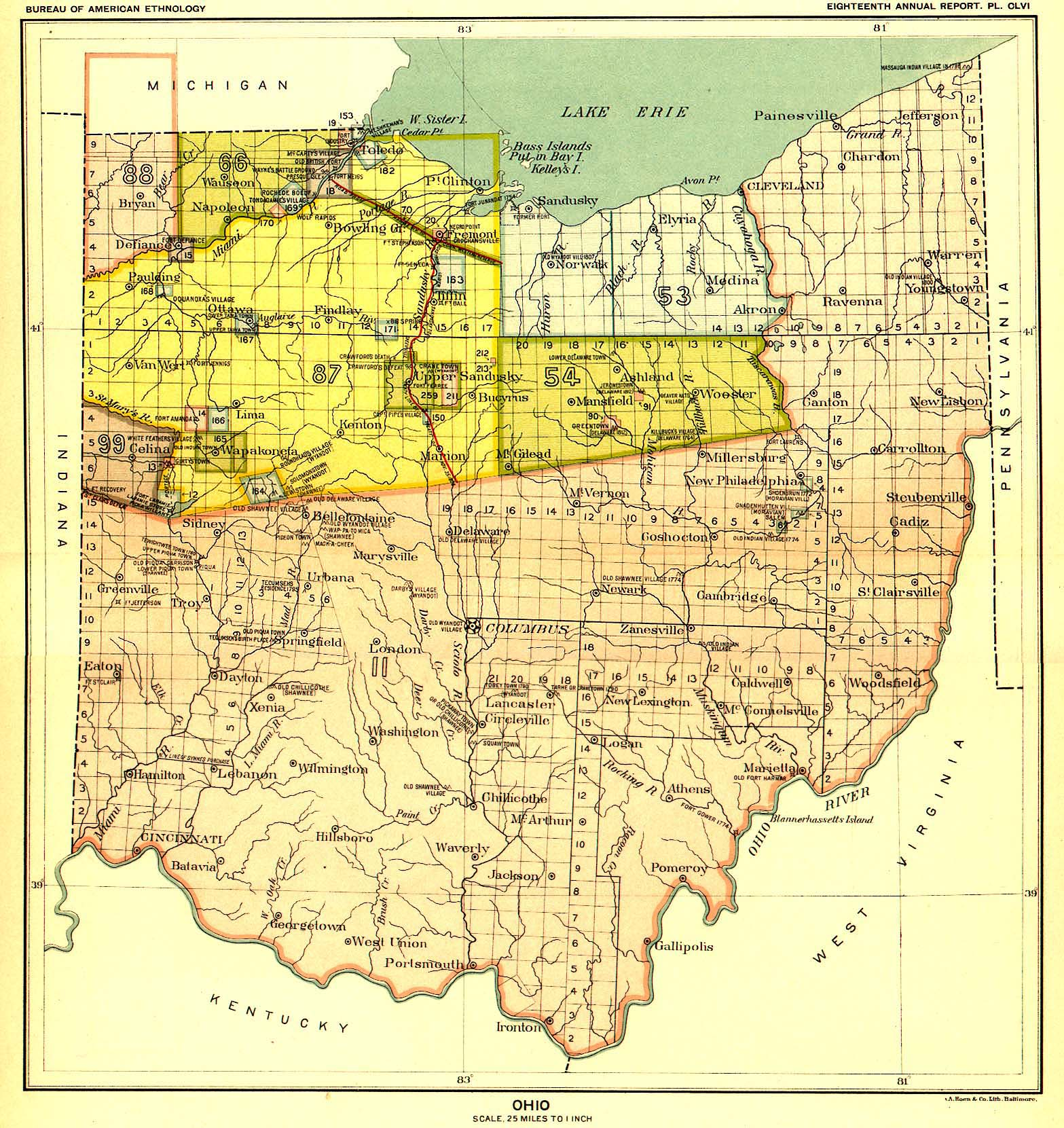
オハイオ北西部、モーミー川北部の暗い黄色の部分も割譲した。

デトロイト条約（デトロイトじょうやく、英語: Treaty of Detroit）は、アメリカ合衆国とオタワ族、チペワ族、ワイアンドット族、ポタワトミ族らネイティブ・アメリカンの間で締結された条約。条約は1807年11月17日にデトロイトで締結され、合衆国代表はミシガン準州知事ウィリアム・ハルだった。
条約により、ファースト・ネーションは現ミシガン南東部とオハイオ北西部にあたる大領地を割譲した。条約で定められた国境の始点は「マイアミ・リバー・オブ・ザ・レイクズ川の河口」（mouth of the Miami river of the lakes）、現オハイオ州トレドにあたる場所と定められた。国境はそこから川の中央を上って支流のオーグレイズ川の河口があるディファイアンスまで続いた後、北へ続き、ヒューロン湖がセントクレア川に流れ込む場所で緯度線と交差するまで続く。
この線は後にミシガンの領土測量で使われるミシガン子午線となる。ミシガン子午線は現シアワシー郡の、クリントン郡との境界で緯度線と交差する。条約で定められた境界は北東へ進み、ヒューロン湖のホワイトロックまで続いた後、東の（現アッパー・カナダとの）国境線に進んだ後、セントクレア川、セントクレア湖、デトロイト川などで国境線に沿って進んで、エリー湖に入った後モーミー河口の東まで進み、そこから西にもどって最初の地点までもどる。